# Dicranomyia (Dicranomyia) fuscinota
Dicranomyia (Dicranomyia) fuscinota is een tweevleugelige uit de familie steltmuggen (Limoniidae). De soort komt voor in het Palearctisch gebied.